# Forsby å
Forsby å, finska: Koskenkylänjoki, är en å i Lovisa, tidigare Pernå kommun, Nyland och mynnar i Finska viken. Ån utgör nedersta delen av det huvudavrinningsområde som har nummer 16.